# Résultats détaillés des élections générales québécoises de 2014
Pour un article plus général, voir Élections générales québécoises de 2014.
Cet article présente les résultats détaillés de l'élection générale québécoise de 2014 par région administrative.

## Résultats régionaux

### Bas-Saint-Laurent (3 sièges)
| Circonscriptions            | Député sortant | Député sortant    | Député gagnant | Député gagnant |
| --------------------------- | -------------- | ----------------- | -------------- | -------------- |
| Matane-Matapédia            |                | Pascal Bérubé     | Pascal Bérubé  | Pascal Bérubé  |
| Rimouski                    |                | Irvin Pelletier ‡ |                | Harold LeBel   |
| Rivière-du-Loup–Témiscouata |                | Jean D'Amour      | Jean D'Amour   | Jean D'Amour   |

| Partis | Partis                  | Votes  | %     | +/- | Sièges | +/-           |
| ------ | ----------------------- | ------ | ----- | --- | ------ | ------------- |
|        | Parti québécois         | 38 431 | 40,84 | 6,2 | 2      | en stagnation |
|        | Parti libéral du Québec | 33 686 | 35,80 | 7,9 | 1      | en stagnation |
|        | Coalition avenir Québec | 11 999 | 12,75 | 4,6 | 0      | en stagnation |
|        | Québec solidaire        | 8 491  | 9,02  | 4,4 | 0      | en stagnation |
|        | Autres                  | 1 490  | 1,58  | -   | 0      | -             |
| Total  | Total                   | 94 097 | 100   | -   | 3      | en stagnation |

### Capitale-Nationale (11 sièges)
| Circonscriptions           | Député sortant | Député sortant          | Député gagnant | Député gagnant  |
| -------------------------- | -------------- | ----------------------- | -------------- | --------------- |
| Charlesbourg               |                | Denise Trudel           |                | François Blais  |
| Charlevoix–Côte-de-Beaupré |                | Pauline Marois          |                | Caroline Simard |
| Chauveau                   |                | Gérard Deltell          | Gérard Deltell | Gérard Deltell  |
| Jean-Lesage                |                | André Drolet            | André Drolet   | André Drolet    |
| Jean-Talon                 |                | Yves Bolduc             | Yves Bolduc    | Yves Bolduc     |
| La Peltrie                 |                | Éric Caire              | Éric Caire     | Éric Caire      |
| Louis-Hébert               |                | Sam Hamad               | Sam Hamad      | Sam Hamad       |
| Montmorency                |                | Michelyne C. St-Laurent |                | Raymond Bernier |
| Portneuf                   |                | Jacques Marcotte        |                | Michel Matte    |
| Taschereau                 |                | Agnès Maltais           | Agnès Maltais  | Agnès Maltais   |
| Vanier-Les Rivières        |                | Sylvain Lévesque        |                | Patrick Huot    |

| Partis | Partis                  | Votes   | %     | +/- | Sièges | +/-           |
| ------ | ----------------------- | ------- | ----- | --- | ------ | ------------- |
|        | Parti libéral du Québec | 161 998 | 38,78 | 7,3 | 8      | 5             |
|        | Coalition avenir Québec | 137 482 | 32,91 | 2,8 | 2      | 4             |
|        | Parti québécois         | 80 129  | 19,18 | 4,6 | 1      | 1             |
|        | Québec solidaire        | 25 758  | 6,17  | 1,6 | 0      | en stagnation |
|        | Autres                  | 12 329  | 2,95  | -   | 0      | -             |
| Total  | Total                   | 417 696 | 100   | -   | 11     | en stagnation |

### Centre-du-Québec (3 sièges)
| Circonscriptions     | Député sortant et gagnant | Député sortant et gagnant |
| -------------------- | ------------------------- | ------------------------- |
| Arthabaska           |                           | Sylvie Roy                |
| Drummond–Bois-Francs |                           | Sébastien Schneeberger    |
| Nicolet-Bécancour    |                           | Donald Martel             |

| Partis | Partis                  | Votes   | %     | +/- | Sièges | +/-           |
| ------ | ----------------------- | ------- | ----- | --- | ------ | ------------- |
|        | Coalition avenir Québec | 44 161  | 41,82 | 3,8 | 3      | en stagnation |
|        | Parti libéral du Québec | 29 514  | 27,95 | 2,4 | 0      | en stagnation |
|        | Parti québécois         | 22 669  | 21,47 | 1,7 | 0      | en stagnation |
|        | Québec solidaire        | 6 628   | 6,28  | 3,3 | 0      | en stagnation |
|        | Autres                  | 2 632   | 2,49  | -   | 0      | -             |
| Total  | Total                   | 105 604 | 100   | -   | 3      | en stagnation |

### Chaudière-Appalaches (7 sièges)
| Circonscriptions       | Député sortant et gagnant | Député sortant et gagnant |
| ---------------------- | ------------------------- | ------------------------- |
| Beauce-Nord            |                           | André Spénard             |
| Beauce-Sud             |                           | Robert Dutil              |
| Bellechasse            |                           | Dominique Vien            |
| Chutes-de-la-Chaudière |                           | Marc Picard               |
| Côte-du-Sud            |                           | Norbert Morin             |
| Lévis                  |                           | Christian Dubé            |
| Lotbinière-Frontenac   |                           | Laurent Lessard           |

| Partis | Partis                  | Votes   | %     | +/- | Sièges | +/-           |
| ------ | ----------------------- | ------- | ----- | --- | ------ | ------------- |
|        | Parti libéral du Québec | 107 774 | 43,00 | 8,3 | 4      | en stagnation |
|        | Coalition avenir Québec | 94 585  | 37,74 | 3,8 | 3      | en stagnation |
|        | Parti québécois         | 33 076  | 13,20 | 4,3 | 0      | en stagnation |
|        | Québec solidaire        | 9 914   | 3,96  | 0,4 | 0      | en stagnation |
|        | Autres                  | 5 263   | 2,10  | -   | 0      | -             |
| Total  | Total                   | 250 612 | 100   | -   | 7      | en stagnation |

### Estrie (5 sièges)
| Circonscriptions | Député sortant | Député sortant   | Député gagnant   | Député gagnant   |
| ---------------- | -------------- | ---------------- | ---------------- | ---------------- |
| Mégantic         |                | Ghislain Bolduc  | Ghislain Bolduc  | Ghislain Bolduc  |
| Orford           |                | Pierre Reid      | Pierre Reid      | Pierre Reid      |
| Richmond         |                | Karine Vallières | Karine Vallières | Karine Vallières |
| Saint-François   |                | Réjean Hébert    |                  | Guy Hardy        |
| Sherbrooke       |                | Serge Cardin     |                  | Luc Fortin       |

| Partis | Partis                  | Votes   | %     | +/- | Sièges | +/-           |
| ------ | ----------------------- | ------- | ----- | --- | ------ | ------------- |
|        | Parti libéral du Québec | 68 352  | 40,07 | 4,4 | 5      | 2             |
|        | Parti québécois         | 50 417  | 29,56 | 5,8 | 0      | 2             |
|        | Coalition avenir Québec | 33 781  | 19,81 | 0,1 | 0      | en stagnation |
|        | Québec solidaire        | 14 194  | 8,32  | 3,0 | 0      | en stagnation |
|        | Autres                  | 3 823   | 2,24  | -   | 0      | -             |
| Total  | Total                   | 170 567 | 100   | -   | 5      | en stagnation |

### Gaspésie–Îles-de-la-Madeleine (3 sièges)
| Circonscriptions     | Député sortant | Député sortant   | Député gagnant  | Député gagnant   |
| -------------------- | -------------- | ---------------- | --------------- | ---------------- |
| Bonaventure          |                | Sylvain Roy      | Sylvain Roy     | Sylvain Roy      |
| Gaspé                |                | Gaétan Lelièvre  | Gaétan Lelièvre | Gaétan Lelièvre  |
| Îles-de-la-Madeleine |                | Jeannine Richard |                 | Germain Chevarie |

| Partis | Partis                  | Votes  | %     | +/- | Sièges | +/-           |
| ------ | ----------------------- | ------ | ----- | --- | ------ | ------------- |
|        | Parti québécois         | 24 725 | 47,16 | 4,5 | 2      | 1             |
|        | Parti libéral du Québec | 21 158 | 40,35 | 7,5 | 1      | 1             |
|        | Québec solidaire        | 3 028  | 5,77  | 1,2 | 0      | en stagnation |
|        | Coalition avenir Québec | 2 515  | 4,80  | 4,7 | 0      | en stagnation |
|        | Autres                  | 1 007  | 1,92  | -   | 0      | -             |
| Total  | Total                   | 52 433 | 100   | -   | 3      | en stagnation |

### Lanaudière (7 sièges)
| Circonscriptions | Député sortant | Député sortant        | Député gagnant   | Député gagnant   |
| ---------------- | -------------- | --------------------- | ---------------- | ---------------- |
| Berthier         |                | André Villeneuve      | André Villeneuve | André Villeneuve |
| Joliette         |                | Véronique Hivon       | Véronique Hivon  | Véronique Hivon  |
| L'Assomption     |                | François Legault      | François Legault | François Legault |
| Masson           |                | Diane Gadoury-Hamelin |                  | Mathieu Lemay    |
| Repentigny       |                | Scott McKay           |                  | Lise Lavallée    |
| Rousseau         |                | Nicolas Marceau       | Nicolas Marceau  | Nicolas Marceau  |
| Terrebonne       |                | Mathieu Traversy      | Mathieu Traversy | Mathieu Traversy |

| Partis | Partis                  | Votes   | %     | +/- | Sièges | +/-           |
| ------ | ----------------------- | ------- | ----- | --- | ------ | ------------- |
|        | Parti québécois         | 99 660  | 37,15 | 6,6 | 4      | 2             |
|        | Coalition avenir Québec | 96 702  | 36,05 | 0,1 | 3      | 2             |
|        | Parti libéral du Québec | 50 589  | 18,86 | 6,0 | 0      | en stagnation |
|        | Québec solidaire        | 17 479  | 6,52  | 2,3 | 0      | en stagnation |
|        | Autres                  | 3 837   | 1,43  | -   | 0      | -             |
| Total  | Total                   | 268 267 | 100   | -   | 7      | en stagnation |

### Laval (6 sièges)
| Circonscriptions  | Député sortant | Député sortant       | Député gagnant       | Député gagnant       |
| ----------------- | -------------- | -------------------- | -------------------- | -------------------- |
| Chomedey          |                | Guy Ouellette        | Guy Ouellette        | Guy Ouellette        |
| Fabre             |                | Gilles Ouimet        | Gilles Ouimet        | Gilles Ouimet        |
| Laval-des-Rapides |                | Léo Bureau-Blouin    |                      | Saul Polo            |
| Mille-Îles        |                | Francine Charbonneau | Francine Charbonneau | Francine Charbonneau |
| Sainte-Rose       |                | Suzanne Proulx       |                      | Jean Habel           |
| Vimont            |                | Jean Rousselle       | Jean Rousselle       | Jean Rousselle       |

| Partis | Partis                  | Votes   | %     | +/-  | Sièges | +/-           |
| ------ | ----------------------- | ------- | ----- | ---- | ------ | ------------- |
|        | Parti libéral du Québec | 118 701 | 52,96 | 14,5 | 5      | 2             |
|        | Parti québécois         | 51 696  | 23,06 | 7,0  | 0      | 2             |
|        | Coalition avenir Québec | 39 679  | 17,70 | 6,7  | 0      | en stagnation |
|        | Québec solidaire        | 10 920  | 4,87  | 0,8  | 0      | en stagnation |
|        | Autres                  | 3 137   | 1,40  | -    | 0      | -             |
| Total  | Total                   | 224 133 | 100   | -    | 6      | en stagnation |

### Mauricie (5 sièges)
| Circonscriptions | Député sortant | Député sortant      | Député gagnant | Député gagnant      |
| ---------------- | -------------- | ------------------- | -------------- | ------------------- |
| Champlain        |                | Noëlla Champagne    |                | Pierre-Michel Auger |
| Laviolette       |                | Julie Boulet        | Julie Boulet   | Julie Boulet        |
| Maskinongé       |                | Jean-Paul Diamond ‡ |                | Marc H. Plante      |
| Saint-Maurice    |                | Luc Trudel          |                | Pierre Giguère      |
| Trois-Rivières   |                | Danielle St-Amand ‡ |                | Jean-Denis Girard   |

| Partis | Partis                  | Votes   | %     | +/- | Sièges | +/-           |
| ------ | ----------------------- | ------- | ----- | --- | ------ | ------------- |
|        | Parti libéral du Québec | 57 597  | 39,05 | 7,8 | 5      | 2             |
|        | Parti québécois         | 40 755  | 27,63 | 5,4 | 0      | 2             |
|        | Coalition avenir Québec | 38 463  | 26,08 | 1,3 | 0      | en stagnation |
|        | Québec solidaire        | 8 800   | 5,97  | 1,7 | 0      | en stagnation |
|        | Autres                  | 1 862   | 1,26  | -   | 0      | -             |
| Total  | Total                   | 147 477 | 100   | -   | 5      | en stagnation |

### Montérégie (23 sièges)
| Circonscriptions | Député sortant | Député sortant         | Député gagnant     | Député gagnant        |
| ---------------- | -------------- | ---------------------- | ------------------ | --------------------- |
| Beauharnois      |                | Guy Leclair            | Guy Leclair        | Guy Leclair           |
| Borduas          |                | Pierre Duchesne        |                    | Simon Jolin-Barrette  |
| Brome-Missisquoi |                | Pierre Paradis         | Pierre Paradis     | Pierre Paradis        |
| Chambly          |                | Bertrand St-Arnaud     |                    | Jean-François Roberge |
| Châteauguay      |                | Pierre Moreau          | Pierre Moreau      | Pierre Moreau         |
| Granby           |                | François Bonnardel     | François Bonnardel | François Bonnardel    |
| Huntingdon       |                | Stéphane Billette      | Stéphane Billette  | Stéphane Billette     |
| Iberville        |                | Marie Bouillé          |                    | Claire Samson         |
| Johnson          |                | Yves-François Blanchet |                    | André Lamontagne      |
| La Pinière       |                | Fatima Houda-Pepin     |                    | Gaétan Barrette       |
| Laporte          |                | Nicole Ménard          | Nicole Ménard      | Nicole Ménard         |
| La Prairie       |                | Stéphane Le Bouyonnec  |                    | Richard Merlini       |
| Marie-Victorin   |                | Bernard Drainville     | Bernard Drainville | Bernard Drainville    |
| Montarville      |                | Nathalie Roy           | Nathalie Roy       | Nathalie Roy          |
| Richelieu        |                | Élaine Zakaïb          | Élaine Zakaïb      | Élaine Zakaïb         |
| Saint-Hyacinthe  |                | Émilien Pelletier      |                    | Chantal Soucy         |
| Saint-Jean       |                | Dave Turcotte          | Dave Turcotte      | Dave Turcotte         |
| Sanguinet        |                | Alain Therrien         | Alain Therrien     | Alain Therrien        |
| Soulanges        |                | Lucie Charlebois       | Lucie Charlebois   | Lucie Charlebois      |
| Taillon          |                | Marie Malavoy          |                    | Diane Lamarre         |
| Vachon           |                | Martine Ouellet        | Martine Ouellet    | Martine Ouellet       |
| Vaudreuil        |                | Yvon Marcoux ‡         |                    | Marie-Claude Nichols  |
| Verchères        |                | Stéphane Bergeron      | Stéphane Bergeron  | Stéphane Bergeron     |

| Partis | Partis                  | Votes   | %     | +/- | Sièges | +/-           |
| ------ | ----------------------- | ------- | ----- | --- | ------ | ------------- |
|        | Parti libéral du Québec | 290 917 | 35,20 | 9,9 | 8      | 1             |
|        | Parti québécois         | 227 535 | 27,53 | 7,8 | 8      | 5             |
|        | Coalition avenir Québec | 227 234 | 27,50 | 3,4 | 7      | 4             |
|        | Québec solidaire        | 54 986  | 6,65  | 1,9 | 0      | en stagnation |
|        | Autres                  | 25 697  | 3,11  | -   | 0      | -             |
| Total  | Total                   | 826 369 | 100   | -   | 23     | en stagnation |

### Montréal (28 sièges)
| Circonscriptions           | Député sortant | Député sortant           | Député gagnant      | Député gagnant      |
| -------------------------- | -------------- | ------------------------ | ------------------- | ------------------- |
| Est                        |                |                          |                     |                     |
| Anjou–Louis-Riel           |                | Lise Thériault           | Lise Thériault      | Lise Thériault      |
| Bourassa-Sauvé             |                | Rita de Santis           | Rita de Santis      | Rita de Santis      |
| Bourget                    |                | Maka Kotto               | Maka Kotto          | Maka Kotto          |
| Crémazie                   |                | Diane De Courcy          |                     | Marie Montpetit     |
| Gouin                      |                | Françoise David          | Françoise David     | Françoise David     |
| Hochelaga-Maisonneuve      |                | Carole Poirier           | Carole Poirier      | Carole Poirier      |
| Jeanne-Mance–Viger         |                | Filomena Rotiroti        | Filomena Rotiroti   | Filomena Rotiroti   |
| LaFontaine                 |                | Marc Tanguay             | Marc Tanguay        | Marc Tanguay        |
| Laurier-Dorion             |                | Gerry Sklavounos         | Gerry Sklavounos    | Gerry Sklavounos    |
| Mercier                    |                | Amir Khadir              | Amir Khadir         | Amir Khadir         |
| Pointe-aux-Trembles        |                | Nicole Léger             | Nicole Léger        | Nicole Léger        |
| Rosemont                   |                | Jean-François Lisée      | Jean-François Lisée | Jean-François Lisée |
| Sainte-Marie–Saint-Jacques |                | Daniel Breton            |                     | Manon Massé         |
| Viau                       |                | David Heurtel            | David Heurtel       | David Heurtel       |
| Ouest                      |                |                          |                     |                     |
| Acadie                     |                | Christine St-Pierre      | Christine St-Pierre | Christine St-Pierre |
| D'Arcy-McGee               |                | Lawrence Bergman ‡       |                     | David Birnbaum      |
| Jacques-Cartier            |                | Geoffrey Kelley          | Geoffrey Kelley     | Geoffrey Kelley     |
| Marguerite-Bourgeoys       |                | Robert Poëti             | Robert Poëti        | Robert Poëti        |
| Marquette                  |                | François Ouimet          | François Ouimet     | François Ouimet     |
| Mont-Royal                 |                | Pierre Arcand            | Pierre Arcand       | Pierre Arcand       |
| Nelligan                   |                | Yolande James ‡          |                     | Martin Coiteux      |
| Outremont                  |                | Philippe Couillard       |                     | Hélène David        |
| Notre-Dame-de-Grâce        |                | Kathleen Weil            | Kathleen Weil       | Kathleen Weil       |
| Robert-Baldwin             |                | Pierre Marsan ‡          |                     | Carlos Leitão       |
| Saint-Henri–Sainte-Anne    |                | Marguerite Blais         | Marguerite Blais    | Marguerite Blais    |
| Saint-Laurent              |                | Jean-Marc Fournier       | Jean-Marc Fournier  | Jean-Marc Fournier  |
| Verdun                     |                | Henri-François Gautrin ‡ |                     | Jacques Daoust      |
| Westmount–Saint-Louis      |                | Jacques Chagnon          | Jacques Chagnon     | Jacques Chagnon     |

| Partis | Partis                  | Votes   | %     | +/-  | Sièges | +/-           |
| ------ | ----------------------- | ------- | ----- | ---- | ------ | ------------- |
|        | Parti libéral du Québec | 180 554 | 41,42 | 11,3 | 7      | 1             |
|        | Parti québécois         | 105 516 | 25,14 | 7,7  | 4      | 2             |
|        | Québec solidaire        | 81 944  | 18,23 | 0,7  | 3      | 1             |
|        | Coalition avenir Québec | 53 667  | 12,86 | 2,7  | 0      | en stagnation |
|        | Autres                  | 10 337  | 2,34  | -    | 0      | -             |
| Total  | Total                   | 432 018 | 100   | -    | 14     | en stagnation |

| Partis | Partis                  | Votes   | %     | +/-  | Sièges | +/-           |
| ------ | ----------------------- | ------- | ----- | ---- | ------ | ------------- |
|        | Parti libéral du Québec | 351 586 | 73,74 | 14,1 | 14     | en stagnation |
|        | Parti québécois         | 48 654  | 10,20 | 4,7  | 0      | en stagnation |
|        | Coalition avenir Québec | 34 717  | 7,28  | 8,0  | 0      | en stagnation |
|        | Québec solidaire        | 27 071  | 5,68  | 0,7  | 0      | en stagnation |
|        | Autres                  | 14 795  | 3,10  | -    | 0      | -             |
| Total  | Total                   | 476 814 | 100   | -    | 14     | en stagnation |

### Abitibi-Témiscamingue (3 sièges)
| Circonscriptions            | Député sortant | Député sortant     | Député gagnant   | Député gagnant   |
| --------------------------- | -------------- | ------------------ | ---------------- | ---------------- |
| Abitibi-Est                 |                | Élizabeth Larouche |                  | Guy Bourgeois    |
| Abitibi-Ouest               |                | François Gendron   | François Gendron | François Gendron |
| Rouyn-Noranda–Témiscamingue |                | Gilles Chapadeau   |                  | Luc Blanchette   |

| Partis | Partis                  | Votes  | %     | +/-  | Sièges | +/-           |
| ------ | ----------------------- | ------ | ----- | ---- | ------ | ------------- |
|        | Parti libéral du Québec | 26 735 | 37,87 | 11,4 | 2      | 2             |
|        | Parti québécois         | 24 618 | 34,87 | 6,9  | 1      | 2             |
|        | Coalition avenir Québec | 11 850 | 16,79 | 4,3  | 0      | en stagnation |
|        | Québec solidaire        | 6 062  | 8,59  | 1,7  | 0      | en stagnation |
|        | Autres                  | 1 333  | 1,89  | -    | 0      | -             |
| Total  | Total                   | 70 598 | 100   | -    | 3      | en stagnation |

### Outaouais (5 sièges)
| Circonscriptions | Député sortant | Député sortant       | Député gagnant    | Député gagnant    |
| ---------------- | -------------- | -------------------- | ----------------- | ----------------- |
| Chapleau         |                | Marc Carrière        | Marc Carrière     | Marc Carrière     |
| Gatineau         |                | Stéphanie Vallée     | Stéphanie Vallée  | Stéphanie Vallée  |
| Hull             |                | Maryse Gaudreault    | Maryse Gaudreault | Maryse Gaudreault |
| Papineau         |                | Alexandre Iracà      | Alexandre Iracà   | Alexandre Iracà   |
| Pontiac          |                | Charlotte L'Écuyer ‡ |                   | André Fortin      |

| Partis | Partis                  | Votes   | %     | +/-  | Sièges | +/-           |
| ------ | ----------------------- | ------- | ----- | ---- | ------ | ------------- |
|        | Parti libéral du Québec | 104 751 | 60,04 | 16,8 | 5      | en stagnation |
|        | Parti québécois         | 31 873  | 18,27 | 9,3  | 0      | en stagnation |
|        | Coalition avenir Québec | 22 715  | 13,02 | 6,7  | 0      | en stagnation |
|        | Québec solidaire        | 12 487  | 7,16  | 1,6  | 0      | en stagnation |
|        | Autres                  | 2 629   | 1,51  | -    | 0      | -             |
| Total  | Total                   | 174 455 | 100   | -    | 5      | en stagnation |

### Laurentides (8 sièges)
| Circonscriptions | Député sortant | Député sortant       | Député gagnant   | Député gagnant       |
| ---------------- | -------------- | -------------------- | ---------------- | -------------------- |
| Argenteuil       |                | Roland Richer        |                  | Yves St-Denis        |
| Bertrand         |                | Claude Cousineau     | Claude Cousineau | Claude Cousineau     |
| Blainville       |                | Daniel Ratthé ‡      |                  | Mario Laframboise    |
| Deux-Montagnes   |                | Daniel Goyer         |                  | Benoit Charette      |
| Groulx           |                | Hélène Daneault ‡    |                  | Claude Surprenant    |
| Labelle          |                | Sylvain Pagé         | Sylvain Pagé     | Sylvain Pagé         |
| Mirabel          |                | Denise Beaudoin      |                  | Sylvie D'Amours      |
| Saint-Jérôme     |                | Jacques Duchesneau ‡ |                  | Pierre Karl Péladeau |

| Partis | Partis                  | Votes   | %     | +/- | Sièges | +/-           |
| ------ | ----------------------- | ------- | ----- | --- | ------ | ------------- |
|        | Parti québécois         | 103 263 | 34,28 | 5,6 | 3      | 2             |
|        | Coalition avenir Québec | 92 407  | 30,67 | 4,1 | 4      | 1             |
|        | Parti libéral du Québec | 80 238  | 26,63 | 9,1 | 1      | 1             |
|        | Québec solidaire        | 21 490  | 7,13  | 2,5 | 0      | en stagnation |
|        | Autres                  | 3 858   | 1,28  | -   | 0      | -             |
| Total  | Total                   | 301 256 | 100   | -   | 8      | en stagnation |

### Nord-du-Québec (1 siège)
| Circonscriptions | Député sortant | Député sortant | Député gagnant | Député gagnant |
| ---------------- | -------------- | -------------- | -------------- | -------------- |
| Ungava           |                | Luc Ferland    |                | Jean Boucher   |

### Côte-Nord (2 sièges)
| Circonscriptions | Député sortant et gagnant | Député sortant et gagnant |                  |
| ---------------- | ------------------------- | ------------------------- | ---------------- |
| René-Lévesque    |                           | Marjolain Dufour          | Marjolain Dufour |
| Duplessis        |                           | Lorraine Richard          | Lorraine Richard |

| Partis | Partis                  | Votes   | %     | +/- | Sièges | +/-           |
| ------ | ----------------------- | ------- | ----- | --- | ------ | ------------- |
|        | Parti québécois         | 19 939  | 47,10 | 9,2 | 2      | en stagnation |
|        | Parti libéral du Québec | 12 879  | 30,42 | 8,1 | 0      | en stagnation |
|        | Coalition avenir Québec | 6 050   | 14,29 | 0,6 | 0      | en stagnation |
|        | Québec solidaire        | 2 799   | 6,61  | 2,5 | 0      | en stagnation |
|        | Autres                  | 3 823   | 2,24  | -   | 0      | -             |
| Total  | Total                   | 170 567 | 100   | -   | 2      | en stagnation |

### Saguenay–Lac-Saint-Jean (5 sièges)
| Circonscriptions | Député sortant | Député sortant     | Député gagnant     | Député gagnant     |
| ---------------- | -------------- | ------------------ | ------------------ | ------------------ |
| Chicoutimi       |                | Stéphane Bédard    | Stéphane Bédard    | Stéphane Bédard    |
| Dubuc            |                | Jean-Marie Claveau |                    | Serge Simard       |
| Jonquière        |                | Sylvain Gaudreault | Sylvain Gaudreault | Sylvain Gaudreault |
| Lac-Saint-Jean   |                | Alexandre Cloutier | Alexandre Cloutier | Alexandre Cloutier |
| Roberval         |                | Denis Trottier     |                    | Philippe Couillard |

| Partis | Partis                  | Votes   | %     | +/-  | Sièges | +/-           |
| ------ | ----------------------- | ------- | ----- | ---- | ------ | ------------- |
|        | Parti québécois         | 57 574  | 37,58 | 9,4  | 3      | 2             |
|        | Parti libéral du Québec | 55 427  | 36,18 | 13,3 | 2      | 2             |
|        | Coalition avenir Québec | 25 900  | 16,91 | 6,6  | 0      | en stagnation |
|        | Québec solidaire        | 8 097   | 5,29  | 1,3  | 0      | en stagnation |
|        | Autres                  | 6 200   | 4,05  | -    | 0      | -             |
| Total  | Total                   | 153 198 | 100   | -    | 5      | en stagnation |

## Résultat total
| Libéral   | Parti québécois | Coalition avenir | Québec solidaire |
| 70 sièges | 30 sièges       | 22 sièges        | 3 sièges         |
| ^         |                 |                  |                  |
| majorité  |                 |                  |                  |

| Partis | Partis                  | Votes     | %     | +/-  | Sièges | +/-           |
| ------ | ----------------------- | --------- | ----- | ---- | ------ | ------------- |
|        | Parti libéral du Québec | 1 757 071 | 41,52 | 10,3 | 70     | 20            |
|        | Parti québécois         | 1 074 120 | 25,38 | 6,6  | 30     | 24            |
|        | Coalition avenir Québec | 975 607   | 23,05 | 4,0  | 22     | 3             |
|        | Québec solidaire        | 323 124   | 7,63  | 1,6  | 3      | 1             |
|        | Autres                  | 102 340   | 2,42  | -    | 0      | -             |
| Total  | Total                   | 4 232 262 | 100   | -    | 125    | en stagnation |